# 盧逮曾
盧逮曾（1902年1月23日—1954年6月24日），字吉忱。山東省萊蕪縣儀封莊人。民國37年（1948年）在山東省第一選區當選第一屆立法委員。

## 生平[1]
- 民國三年春考入山東省立泰安中學，民國七年夏畢業
- 民國十三年夏，在北京大學文學院畢業（哲学系转入英文系[2]）
- 民國十三年畢業後任孔德學校中學部教員、主任
- 國立北京大學講師、教授、文學院祕書及研究院祕書
- 北平大學文理學院教授
- 民國二十七年二月中，在重慶任中央黨部祕書處專員、黨政工作考核委員會專員、國民精神總動員會宣傳組長
- 《中國青年》月刊社社長
- 民國37年，當選立法委員，曾出席第一屆立法院第一會期財政及金融委員會、教育文化委員會、農林及水利委員會
- 民國37年7月15日，提任考試院考試委員[3]
- 民國40年9月10日，派四十年公務人員高等考試典試委員[4]
- 民國41年9月14日，派四十一年公務人員高等考試典試委員[5]
- 民國42年8月19日，派四十二年公務人員高等考試典試委員[6]
- 民國42年12月10日，特派特種考試警察人員考試典試委員長[7]